# Stone et Charden
Ne doit pas être confondu avec Peter et Sloane.
Stone et Charden est le nom d'un duo de chanteurs français formé par Éric Charden et son épouse Annie Gautrat, dite « Stone »,. Le duo a à son palmarès une dizaine de succès de la chanson française, légers et entraînants, principalement au cours des années 1970.

## Biographie du duo
Les chemins de Stone et Charden se croisent en 1966, année où ils se marient[réf. nécessaire]. Menant chacun une carrière séparée, ils décident de former également un couple sur scène en 1971. Ils explosent grâce au succès L'avventura.
Déchiré par les tensions artistiques, médiatiques et amoureuses, le duo divorce en 1974 et s'écarte des projecteurs pendant un temps. Ils reprennent chacun un bout de chemin en solo, avant de réapparaître côte à côte dans les années 1990.
En 2009-2010, ils sont l'une des têtes d'affiche de la tournée Âge tendre et Têtes de bois, saison 4.
En janvier 2012, ils sont tous deux faits chevaliers dans l'ordre de la Légion d'Honneur.

## Discographie

### 45 tours etCD singles: 1971-1999
| Année | Face A / Face B                                                                              | Meilleur Classement | Maison de disques     |
| Année | Face A / Face B                                                                              | France              | Maison de disques     |
| ----- | -------------------------------------------------------------------------------------------- | ------------------- | --------------------- |
| 1971  | Le seul bébé qui ne pleure pas (avec Éric Charden) / Le roi de la lune                       | 14                  | AMI Records           |
| 1971  | L'avventura / La Musique de camionneur                                                       | 1                   | AMI Records           |
| 1972  | Il y a du soleil sur la France / Il n’y a pas d’amour sans clair de lune                     | 2                   | AMI Records           |
| 1972  | Laisse aller la musique / J.S. Bach populaire                                                | 1                   | AMI Records           |
| 1972  | Le Prix des allumettes / Yamaha                                                              | 1                   | AMI Records           |
| 1973  | Made in Normandie / Faï doucement                                                            | 2                   | AMI Records           |
| 1973  | La Suite de ma vie / Président                                                               | 4                   | AMI Records           |
| 1973  | L'Amour, pas la charité / On s’habitue                                                       | 6                   | AMI Records           |
| 1974  | Et maintenant si on dansait / Quand l’amour joue du violon                                   | 13                  | AMI Records           |
| 1974  | La Machine / Tue-nous avec des fleurs (chantée par Éric Charden)                             | 10                  | AMI Records           |
| 1975  | Comme le meunier fait son pain / Toi, la maison                                              | 6                   | Charles Talar Records |
| 1975  | Le Télégramme / Mama, j’ai cassé ma tirelire                                                 | —                   | Charles Talar Records |
| 1976  | Stone, come back Stone / C’est si haut                                                       | —                   | Charles Talar Records |
| 1978  | Tous les avions sont des oiseaux (avec Baptiste) / Travelling man (chantée par Éric Charden) | 14                  | Charles Talar Records |
| 1978  | L'avventura / Laisse aller la musique                                                        | —                   | Discodis              |
| 1983  | Mon père qui chantait / John and Mary                                                        | —                   | Disques Carrère       |
| 1983  | Carmen / On vient vous déclarer l’amour                                                      | —                   | Disques Carrère       |
| 1988  | J’t’ai tout donné / On était fait pour se marier, pour divorcer, faire des bébés à côté      | —                   | Vogue / Zélidre       |
| 1990  | L'avventura (réédition)                                                                      | —                   | Side car music / EMI  |
| 1997  | On ira poser les valises / Les tortues / Le chanteur (cd single)                             | —                   | Arcade                |
| 1999  | Champagne Lulu / Comme tu reviens (cd single)                                                | —                   | Pomme Music           |

### Albums: 1972-2012
| Année | Albums                                         | Maison de disques    |
| 1972  | Stone - Eric Charden (L'avventura)             | AMI Records          |
| 1974  | L'amour pas la charité...                      | AMI Records          |
| 1976  | L’amour pas la charité… - Olympia 73-74        | AMI Records          |
| 1988  | En plein après-midi                            | Vogue / Zélidre      |
| 1997  | Versions originales (compilation 1967-1986)    | BMG France           |
| 1997  | L’intégrale au Casino de Paris                 | Arcade Music Company |
| 2000  | 22 titres inoubliables (compilation 1971-1999) | Pomme Music          |
| 2012  | Made in France                                 | Warner Music France  |